# Orlando Engelaar
Orlando Engelaar (Rotterdam, 24 agosto 1979) è un ex calciatore olandese, di origine surinamese, di ruolo centrocampista.

## Carriera
Prodotto del settore giovanile del Feyenoord, ha militato nelle file di NAC Breda e Genk.
È tra i 23 convocati della nazionale olandese di Marco van Basten per Euro 2008 e ha esordito da titolare nella partita contro l'Italia, vinta dagli Oranje per 3-0.
Il 13 settembre 2015, durante un'intervista radiofonica, ha annunciato il suo ritiro dal calcio giocato.

## Palmarès

### Giocatore

#### Club

##### Competizioni nazionali
- KNVB beker: 1

PSV Eindhoven: 2011/12